# Зилово (станция)
Зи́лово — железнодорожная станция Могочинского региона Забайкальской железной дороги. Находится в посёлке городского типа Аксёново-Зиловское Чернышевского района Забайкальского края. Основана в 1908 году при строительстве головного участка Амурской железной дороги.

## География
Участок: Куэнга — Бамовская
Расстояние до узловых станций (в километрах): Куэнга — 144, Бамовская — 605.

## Коммерческие операции
- 1	Прием и выдача повагонных отправок грузов, допускаемых к хранению на открытых площадках станций.
- П	Продажа билетов на все пассажирские поезда. Прием и выдача багажа.

## Дальнее следование по станции

### Круглогодичное движение поездов
| № поезда | Маршрут движения     | № поезда | Маршрут движения     |
| -------- | -------------------- | -------- | -------------------- |
| 2        | Владивосток — Москва | 1        | Москва — Владивосток |
| 7        | Владивосток — Омск   | 8        | Омск — Владивосток   |
| 11       | Владивосток — Самара | 12       | Самара — Владивосток |
| 391      | Благовещенск — Чита  | 392      | Чита — Благовещенск  |